# Bierni zawodowo
Bierni zawodowo – część społeczeństwa, którą stanowią osoby w wieku powyżej 15 lat nie pracujące i niebędące bezrobotnymi. Do biernych zawodowo zalicza się:
- osoby otrzymujące emeryturę, rentę, alimenty, stypendium, pomoc opieki społecznej,
- uczniów pobierających naukę w trybie dziennym,
- osoby odbywające karę pozbawienia wolności,
- osoby przebywające w domach opieki,
- osoby uzyskujące dochód m.in. z dzierżawy, wynajmu lokum, itp.,
- osoby niepracujące, niebędące zarejestrowane jako osoby bezrobotne,
- osoby przebywające na urlopie wychowawczym.

Główny Urząd Statystyczny podaje, że bierni zawodowo według przyczyn bierności to:
- osoby nieposzukujące pracy,
- osoby poszukujące pracy, ale niegotowe do jej podjęcia,
- pozostali bierni zawodowo.

Według przyczyn nieposzukiwania pracy GUS uwzględnia:
- zniechęcenie bezskutecznością poszukiwań pracy,
- nauka, uzupełnienie kwalifikacji,
- obowiązki rodzinne i związane z prowadzeniem domu,
- emerytura,
- choroba, niepełnosprawność[1].